# Asteroides que creuen l'òrbita de Venus
Els asteroides que creuen l'òrbita de Venus són un grup d'asteroides del sistema solar l'òrbita del qual es creua amb la del planeta Venus.
Només es consideren com a asteroides que creuen l'òrbita de Venus pròpiament dits aquells asteroides que tenen un afeli més gran que el de Venus, és a dir, superior a 0,728213 [[UA]] i un periheli més petit que el del planeta, és a dir, inferior a 0,718440 ua.
Venus també té un quasisatèl·lit, 2002 VEU68. Aquest asteroide és també creuador de Mercuri i de la Terra; sembla haver estat un company de Venus des de fa almenys 7.000 anys, i està destinat a sortir expulsat de la seva òrbita actual dins d'uns 500 anys.

## Llista d'asteroides
A continuació, es llisten alguns dels asteroides que s'han identificat com a asteroides que creuen l'òrbita de Mercuri. A data de juny de 2015, s'han identificat 2.630 asteroides en aquest grup.
- (1566) Ícar ‡
- (1862) Apolo
- (1864) Daedalus
- (1865) Cerberus
- (1981) Midas
- (2063) Bacchus
- (2100) Ra-Shalom
- (2101) Adonis ‡
- (2201) Oljato
- (2212) Hephaistos ‡
- (2340) Hathor ‡
- (3200) Faetón ‡
- (3360) Syrinx
- (3362) Khufu
- (3554) Amun
- (3753) Cruithne
- (3838) Epona ‡
- (4034) Vishnu
- (4197) Morpheus
- (4341) Poseidon
- (4450) Pan
- (4581) Asclepius
- (4769) Castalia
- (4953) 1990 MU
- (5131) 1990 BG
- (5143) Heracles ‡
- (5381) Sekhmet
- (5590) 1990 VA
- (5604) 1992 FE
- (5660) 1974 MA ‡
- (5693) 1993 EA
- (5786) Talos ‡
- (5828) 1991 AM
- (6037) 1988 EG
- (6063) Jason
- (6239) Minos
- (8176) 1991 WA
- (8507) 1991 CB1
- (9162) Kwiila
- (9202) 1993 PB
- (10145) 1994 CK1
- (10165) 1995 BL2
- (11500) Tomaiyowit
- (16816) 1997 UF9
- (16960) 1998 QS52 ‡
- (17182) 1999 VU
- (22753) 1998 WT
- (24443) 2000 OG ‡
- (26379) 1999 HZ1
- (30997) 1995 UO5
- (33342) 1998 WT24 ‡
- (36284) 2000 DM8
- (37655) Illapa ‡
- (38086) Beowulf
- (40267) 1999 GJ4 ‡
- (41429) 2000 GE2
- (52750) 1998 KK17
- (55532) 2001 WG2
- (65679) 1989 UQ
- (65733) 1994 PC
- (65909) 1998 FH12
- (66063) 1998 RO1 ‡
- (66146) 1998 TU3 ‡
- (66253) 1999 GT3 ‡
- (66391) 1999 KW4 ‡
- (66400) 1999 LT7 ‡
- (67381) 2000 OL8
- (68347) 2001 KB67
- (68348) 2001 LO7 ‡
- (68950) 2002 QF15
- (69230) Hermes
- (85182) 1991 AQ
- (85713) 1998 SS49
- (85770) 1998 UP1
- (85953) 1999 FK21 ‡
- (85989) 1999 JD6 ‡
- (85990) 1999 JV6
- (86450) 2000 CK33
- (86667) 2000 FO10 ‡
- (86829) 2000 GR146
- (86878) 2000 HD24
- (87025) 2000 JT66
- (87309) 2000 QP ‡
- (87684) 2000 SY2 ‡
- (88213) 2001 AF2 ‡
- (88254) 2001 FM129 ‡
- (89958) 2002 LY45 ‡
- (90367) 2003 LC5
- (136818) Selqet
- (137052) Tjelvar
- (163693) Atira
- (306367) Nut
- (322756) 2001 CK32 ‡
- (326290) Akhenaten
- (374158) 2004 UL ‡
- (386454) 2008 XM ‡
- (394130) 2006 HY51
- 2002 VE68 ‡
- 2005 HC4 ‡
- 2008 FF5 ‡
- 2012 XE133 ‡
- 2013 ND15 ‡ (primer troià de Venus conegut)

Nota : ‡.
També creuen l'òrbita de Mercuri.